# Avtomobilistično dirkanje
Avtomobilistično dirkanje (tudi znan kot avtomobilsko dirkanje ali avtošport) je šport, ki vsebuje dirkanje avtomobilov. 

## Zgodovina

### Zametki dirk
Avtomobilistične dirke so se pojavile kmalu po iznajdbi prvih uspešnih bencinskih avtomobilov. Prvo organizirano tekmovanje je potekalo 27. aprila 1887, priredil ga je Monsieur Fossier, glavni urednik pariške revije Le Vélocipède. Potekalo je na dvokilometrski progi od mostu Neuilly do Bois de Boulogne. Zmagal je Georges Bouton iz tovarne De Dion-Bouton v avtomobilu, ki ga je izdelal skupaj z Julesom-Albertom de Dionom, toda ker je bil edini prijavljeni tekmovalec, ni šlo za pravo dirko.
Drugo tekmovanje z le enim dirkačem je potekalo leta 1891, ko sta Auguste Doriot in Louis Rigoulot iz Peugeota nastopila z bencinskim dirkalnikom Type 3 Quadricycle na kolesarski dirki Pariz–Brest–Pariz. Ko sta dosegla Brest, je bil zmagovalni kolesar Charles Terront že nazaj v Parizu. Za javno predstavitev zanesljivosti in zmogljivosti Quadricycla je Armand Peugeot prepričal organizatorja Pierra Giffarda iz revije Le Petit Journal, da je uporabil mrežo nadzornikov in sodnikov za zbiranje zanesljivih poročil o dirki. Predvidene razdalje dirke 1200 km še nikoli ni prevozilo motorizirano vozilo, saj je bila približno trikrat daljša od rekorda Leona Serpolleta postavljenega na relaciji Pariz-Lyon.

#### Pariz–Rouen 1894
23. julija 1894 je pariška revija Le Petit Journal organizirala, kot velja danes, prvo avtomobilistično dirko na svetu, Pariz-Rouen. Športni dogodki so bila že dobro preizkušena oblika reklamiranja in pospeševanja prodaje. Urednik revije Pierre Giffard je dirko označil kot »tekmovanje za ne-vprežene kočije« (francosko Concours des Voitures sans Chevaux), ki »niso nevarne, so enostavne za vožnjo in poceni med potovanjem«. Zaradi tega je zabrisana meja med vzdržljivostjo dirko, reklamnim dogodkom in hitrostno dirko. Na dirko sta se prijavila sto dva tekmovalca, štartnina je znašala deset frankov.
Devetinšestdeset avtomobilov se je udeležilo petdeset kilometrske kvalifikacijske dirke, na podlagi katere so določilu udeležence glavne dirke med Parizom in Rouenom v dolžini 127 km. Prijavljeni dirkalniki so bil od resnih proizvajalcev Peugeot, Panhard in De Dion, vse do amaterskih lastnikov; na dirko se jih je uvrstilo le petindvajset.
Štart dirke je bil na Porte Maillotu, nadaljevala se je skozi Bois de Boulogne. Grof Jules-Albert de Dion je prvi pripeljal v Rouen po šestih urah in 48 minutah s povprečno hitrostjo 19 km/h. Sledili so mu Albert Lemaître (Peugeot) z zaostankom 3:30, Doriot (Peugeot) 16:30, René Panhard (Panhard) 33:30 in Émile Levassor (Panhard) 55:30. Uradna zmagovalca dirke sta bila Peugeot in Panhard, saj so avtomobile ocenjevali glede na njihovo hitrost, vodljivost in varnost. De Dionov parni avtomobil je potreboval kurjača, kar je bilo prepovedano.

### Zgodnje dirke
Tudi dirko Pariz–Bordeaux–Pariz junija 1895 nekateri označujejo za prvo avtomobilistično dirko, kljub dirki Pariz–Rouen leto prej. Zmagal je Émile Levassor z avtomobilom Panhard-Levassor 1205 cm³. Progo dolgo 1.178 km je odpeljal v šestih urah in 47 minutah ter končal šest ur pred drugouvrščenim. Vseeno je bil uradni zmagovalec Paul Koechlin s Peugeotom. Devet od dvaindvajsetih dirkačev je doseglo cilj..
Prva ameriška dirka je Chicago Times-Herald, ki je potekala 28. novembra 1895. Medijska pozornost je vzbudila ameriški javni interes za avtomobile. Proga dolga 87,48 km je potekala od južnega dela mesta mimo jezera do Evanstona in nazaj. Zmagal je Frank Duryea v desetih urah in 23 minutah ter premagal ostalih pet nastopajočih.
Prvo stalno dirkaško prizorišče je bila Nica, kjer je marca 1897 potekal »Teden hitrosti«. Za popolnitev prireditve so iznašli več tipov dirkanja, tudi gorske dirke (Nice – La Turbie), šprinte in dirke v pospeševanju. 
Mednarodno tekmovanje, kjer so se med sabo borile države, ne posamezniki, se je začelo z dirko Gordon Bennet Cup.
Pariški umetnik Ernest Montaut je z ženo Marguerite dokumentiral hitro spreminjajoči obraz motoriziranega transporta v Evropi. Izdelala sta veliko število plakatov in grafik, objavljenih v Mabileau et Cie, ki so prikazovale dirke avtomobilov, letal, zrakoplovov in gliserjev. Te slike pomenijo velik doprinos k zgodovini transporta, še posebej dirkanja.

### Dirke med mesti
Ker je Francija prevladovala po proizvodnji avtomobilov in dirkanju, je francoski avtomobilistični klub ACF priredil večje število mednarodnih dirk, običajno so potekale med Parizom in drugim večjim mestom, v Franciji ali druge v Evropi. Zelo uspešne zgodnje evropske reli dirke so se nehale leta 1903, ko se je Marcel Renault smrtno ponesrečil pri Angoulêmu na dirki Pariz-Madrid. Zaradi devetih smrtnih žrtev med dirkači in gledalci je francoska vlada ustavila dirko pri Bordeauxu in prepovedala dirkanje na odprtih cestah.
Leta 1906 sta bili ustanovljeni Targa Florio (93 milj po sicilskih cestah) in v kraju Le Mans prva Velika nagrada. Slednje se je udeležilo 32 dirkačev na 105 km dolgi progi, ki so jo pretekli povprečno šestkrat dnevno. Skupnih 1260 km je prvi pretekel Madžar Ferenc Szisz na dirkalniku Renault.
Leta 1907 je potekala dirka Peking - Pariz v dolžini okoli 16.000 km preko enega najtežjih terenov. Tekmovalo je pet avtomobilov, zmagal je princ Scipione Borghese z Italo (7.433 cm³, 35/45 KM). 
Najdaljša avtomobilistična dirka v zgodovini, ki se je končala v Parizu, je bila dirka New York-Pariz leta 1908. Šest ekip iz Francije, Italija, Nemčije in ZDA je tekmovalo, v Pariz pa so se pripeljale tri ekipe. Zmagal je George Schuster s Thomas Flyerjem, ki je 35.500 km dolgo pot končal v 169-ih dneh.

### Prva namenska dirkališča
Angleško dirkališče Brooklands v Surreyu je prvo namensko zgrajeno dirkališče na svetu, odprto je bilo junija 1907. Dolgo je bilo 4,43 km z betonsko površino in nagnjenima ovinkoma. Leta 1939 je bilo zaradi vojne zaprto, zaradi poškodb med vojno pa ni nikdar več gostilo dirk. 
Leta 1909 je bilo zgrajeno dirkališče Indianapolis Motor Speedway v ZDA, leta 1922 Autodromo Nazionale Monza v Italiji, leta 1925 Circuit de Spa-Francorchamps v Belgiji in leta 1927 Nürburgring v Nemčiji.

### 1910–1950
Med letoma 1925 in 1927 je potekalo prvo organizirano dirkaško prvenstvo, Svetovno konstruktorsko prvenstvo, v katerem so tekmovali konstruktorji dirkalnikov na štirih ali petih dirkah v sezoni. V tridesetih letih so se na dirkah pojavili prvi namenski dirkalniki, ne več le avtomobili višjega cenovnega razreda. Alfa Romeo, Auto Union, Bugatti, Delage, Delahaye in Mercedes-Benz so pričeli izdelovati aerodinamično učinkovite dirkalnike s superkompresorskimi motorji prostornine do 450 kW. Med letoma 1931 in 1939 je potekalo Evropsko avtomobilistično prvenstvo, ki je v prvenstvo povezalo od tri do pet najpomembnejših dirk sezone. Med letoma 1928 in 1930 ter 1934 in 1936 je bila največja dovoljena masa dirkalnikom omejena na 750 kg, danes pravila določajo najmanjšo dovoljeno maso. Za zmanjševanje mase dirkalnikov so uporabljali različne zlitine aluminija, po legendi naj bi Mercedesovi dirkalniki dobil vzdevek Srebrne puščice, ko so z aluminijaste šasije dirkalnikov odstranili barvo za zmanjšanje teže. Prva dirka NASCAR je potekala leta 1949.

### Od leta 1950
Po drugi svetovni vojni se je začelo Svetovno prvenstvo Formule 1, dirke športnih avtomobilov pa so se uveljavile kot posebna serija in od leta 1953 FIA organizira prvenstvo. NASCAR je začel s prvenstvom Grand National leta 1950. Do sredine šestdesetih let so dovolili izboljšave dirkalnikov za varnost in boljšo zmogljivost, zato je od serijskih avtomobilov ostala le še šasija. Leta 1962 je FIA začasno nadomestila prvenstvo športnih avtomobilov prvenstvo GT. V šestdesetih letih se je zmanjšalo število dirk na pesku, ker so asfaltirali večje število nekdaj peščenih dirkališč.
V petdesetih in šestdesetih letih so se v Evropi in ZDA pojavili hibridni dirkalniki z evropsko šasijo in ameriškimi motorji, od prvih dirkalnikov Allard do Lotus 19 in AC Cobra. Kombinacija večinoma angleških šasij in ameriških motorjev V8 je dala zagon novi seriji Can-Am v šestdesetih in sedemdesetih letih. V seriji, ki je potekala v ZDA in Kanadi, so lahki prototipni športni avtomobili z močnimi serijskimi motorji dosegali hitrosti nad 300 km/h. GT4 in GT5 je postala prevladujoča oblika dirk športnih avtomobilov od leta 1976, prototipni dirkalniki so bili v zatonu, le Porsche 936 je še naprej zmagoval na dirki 24 ur Le Mansa. Leta 1972 se je začelo moderno obdobje serije NASCAR s formatom 31-48 dirk na sezono. 
V Evropi je FIA prevzela skoraj nespremenjena pravila ACO GTP za prvenstvo športnih avtomobilov kategorije C, kjer so nastopali visoko tehnološki prototipi z zaprtimi šasijami. FIA je kategorijo C želela spremeniti v dvosedežni format Formule 1, s podobnimi pravili, razdaljami in koledarjem dirk. Svetovno prvenstvo turnih avtomobilov kategorije A se je začelo leta 1987 kot konkurenčna serija prvenstva ETCC. FISA je reli razdelila v tri razrede, razred N za serijske avtomobile, razred A za predelane serijske avtomobile in razred B za predelane športne avtomobile. Razred B je FIa uvedla leta 1982 kot zamenjavo za predhodna razreda 4 in 5. Začela se je vzdržljivostna serija Le Mans Series, s prototipnimi dirkalniki in avtomobili GT.

## Kategorije

### Formula
Najbolj znana različica enosedežnih dirk je Formula 1, ki se odvija v obliki vsakoletnega svetovnega prvenstva za dirkače in konstruktorje. 
V enosedežnih dirkalnikih so kolesa odkrita, dirkalniki pa so opremljeni z aerodinamičnimi prednjimi in zadnjimi krilci, ki povzročajo podtlak in s tem povečujejo stik dirkalnika s podlago. V Evropi in Aziji so serije dirkalnikov z odprtimi kolesi poimenovane »Formula«, s primernim hierarhičnim dodatkom. V Severni Ameriki se izraz »Formula« ne uporablja. Serije lahko potekajo po svetovnem formatu (kot Formula 1), regionalnem formatu (kot Evropska Formula 3) ali državnem formatu (kot Nemška Formula 3). 
Glavno prvenstvo formul v Severni Ameriki se uradno imenuje IndyCar Series, za dirkalnike pa se uporablja izraz »Indy cars«. Prvenstvo je v sedanji obliki nastalo konec leta 2007 z združitvijo konkurenčnih prvenstev Indy Racing League (IRL) in Champ Car (do leta 2003 znano kot CART). Dirkalnike trenutno proizvaja italijansko podjetje Dallara, dobavitelja motorjev pa sta Chevrolet in Honda. Dirkalniki so podobni kot v Formuli 1, le manj sofisticirani in z več tehnološkimi omejitvami zaradi zmanjšanja stroškov. Najbolj znana dirka prvenstva IndyCar Series je Indianapolis 500, ki tradicionalno poteka konec maja.
Druga pomembnejša mednarodna enosedežna dirkaška serija je GP2 (pred tem Formula 3000 in Formula 2). Regionalne dirkaške serije so Formula Nippon in Formula V6 Asia v Aziji ter World Series by Renault, Formula 3, Formula Palmer Audi in Formula Atlantic drugje. Leta 2009 je FIA obudila Svetovno prvenstvo Formule 2. Državne serije najpogosteje vključujejo Formulo 3, Formulo Renault, Formulo Ford ali Formulo BMW.
Ena od serij enosedežnih dirkalnikov je tudi karting, kjer se na majhnih stezah dirka s poceni in majhnimi dirkalniki. Veliko trenutno najboljših dirkačev je svojo kariero začelo v kartingu. Formula Ford je nekdaj predstavljala najbolj priljubljeno enosedežno serijo za mlade dirkače po kartingu, zdaj je to vlogo prevzela Formula BMW, ker so dirkalniki bolj podobni Formuli 1. 
Študenti na kolidžih in univerzah lahko sodelujejo v enosedežni seriji preko tekmovanja Formula SAE, ki vsebuje dizajn in izdelavo enosedežnega dirkalnika ter dirkanje z njim. Tovrstno tekmovanje hkrati spodbuja ekipni duh ter reklamira motošport in inženirstvo.
Decembra 2005 je FIA potrdila serijo Superleague Formula, ki se je začela leta 2008 in v kateri so moštva v lastni znanih športnih klubov, kot sta AC Milan in Liverpool F.C..

### Turni avtomobili
Dirkanje turnih avtomobilov je serija cestnega dirkanja s predelanimi cestnimi avtomobili. Pogosto vsebuje kontaktno dirkanje zaradi majhnih razlik v hitrosti med dirkalniki in velikem številu dirkačev na dirki.
Najpomembnejše serije prvenstva turnih avtomobilov je V8 Supercars (Avstralija), Britansko prvenstvo turnih avtomobilov, Deutsche Tourenwagen Masters (DTM) in Svetovno prvenstvo turnih avtomobilov. Evropski pokal turnih avtomobilov je enodnevna dirka za turne avtomobile Super 2000 iz evropskih državnih prvenstev.
V Severni Ameriki Sports Car Club of America prireja prvenstvi SPEED World Challenge za turne in GT dirkalnike, ki je najpomembnejše na celini. Zgodovinska serija Trans-Am Series je izgubila na pomenu, vseeno pa je najstarejša še aktivna serija cestnega dirkanja v ZDA. 

### Športni dirkalniki
V serijah športnih dirkalnikov, predelane cestne različice športnih dirkalnikov (GT) in namensko zgrajeni športni prototipi tekmujejo na dirkališčih v več dirkaških razredih. Najpomembnejše tekmovanje za dirkalnike GT je Svetovno prvenstvo GT1, potekata pa tudi Svetovno prvenstvo GT3 in Evropski pokal GT4. Obstajalo je tudi Evropsko prvenstvo GT2, ki ga je FIA opustila zaradi velikih stroškov. Ostala pomembnejša prvenstva so japonski Super GT in International GT Open za dirkalnike GT2 in GT3. Državna prvenstva običajno potekajo v razredih GT3 in GT4.
Športni prototipi, za razliko od dirkalnikov GT, nimajo osnove v legalnih cestnih avtomobilih. So namensko zgrajeni dirkalniki predvsem za vzdržljivostne dirke z zaprtimi kolesi in školjkami. V primerjavi z dirkalniki GT so precej lažji, z več podtlaka in posledično hitrejši. Nastopajo v prvenstvih Le Mans v Evropi, Azijski seriji Le Mans in Evropski seriji Le Mans. Znani so tudi po kratici LMP (angleško Le Mans Prototype), z dirkalniki razreda LMP1 nastopajo proizvajalci, z nekaj šibkejšimi LMP2 pa privatne ekipe. Vse tri serije obenem potekajo tudi za dirkalnike GT, ki pa nimajo enakih omejitev kot serija FIA.
Dirke pogosto potekajo na velikih razdaljah, nad 1000 km, med dirko se dva ali več dirkačev menjava za volanom dirkalnikov na nekaj ur. Zaradi razlik v zmogljivosti različnih dirkalnikov LMP in GT, se na posamezni dirki v različnih razredih dirkači borijo v več prvenstvih. Leta 2000 se je v ZDA začela serija Rolex Sports Car Series pod zvezo Grand-Am, kjer nastopajo cenejši in manj zmogljivi dirkalniki v primerjavi z dirkalniki LMP in GT.
Znamenite dirke športnih dirkalnikov so 24 ur Le Mansa, 24 ur Daytone, 24 ur Spaja, 12 ur Sebringa in  Petit Le Mans. Poteka tudi dirka za 24 ur Nürburgringa, kjer na znameniti stezi Nordschleife profesionalni in polprofesionalni dirkači nastopajo v razredih GT3 in nižjih.

### Produkcijski avtomobili
Dirkanje s produkcijskimi dirkalniki je cenejša različica dirk turnih avtomobilov s strogimi pravili, ki zmanjšujejo stroške tekmovanja. Različne kategorije dirk temeljijo na posameznih tipih avtomobilov. Večina serij sledi pravilom Group N, obstaja pa tudi nekaj izjem. Po svetu poteka več serij, najbolj znani sta na Japonskem Super Taikyu in v ZDA Firehawk Series (IMSA), ki je potekala v osemdesetih v devetdesetih letih.

### Enotni avtomobili
Serije dirk omejujejo nastopanje na avtomobile posameznega proizvajalca ali celo posameznega modela avtomobila. Poteka več odmevnih tovrstnih regionalnih in državnih prvenstev, kot sta Porsche Supercup in nekdaj IROC. Serije omejene na posamezne modele avtomobilov, ki močno omejujejo predelave, običajno potekajo na nižjih klubskih nivojih. Najdlje trajajoče tovrstno tekmovanje je Prvenstvo Mini 7, potekajo tudi serije Radical European Masters, John Cooper Mini Challenge, Clio Cup, Ginettas, Caterhams, BMW, in MX5. Podobna pravila imajo tudi nekarere enosedežne serije Formul, kot sta Formula Renault in Formula BMW, ki služita kot prvenstvi za razvoj mlajših dirkačev.

### Serijski dirkalniki
V Severni Ameriki so dirke serijskih dirkalnikov najpopularnejša dirkaška kategorija. Dirke potekajo pretežno na ovalnih dirkališčih, dirkalniki spominjajo na produkcijske avtomobile, toda v resnici so namensko zgrajeni dirkalniki, ki ustrezajo strogim pravilom.  
Najpomembnejša zveza kategorije je NASCAR (angleško National Association for Stock Car Auto Racing). Njena najpomembnejša serija je Sprint Cup Series, z najbolj znanimi dirkami Daytona 500, Southern 500, Coca-Cola 600 in Brickyard 400. NASCAR organizira tudi več serij na nižjem nivoju, kot sta Nationwide Series in Camping World Truck Series. Vse te serije potekajo v ZDA, NASCAR Canadian Tire Series v Kanadi in NASCAR Corona Series v Mehiki.

### Reli
Reli na mednarodnih in večini državnih prvenstvih poteka v dveh razredih homogeniziranih cestnih dirkalnikov; Razred N produkcijskih dirkalnikov in Razred A bolj predelanih dirkalnikov. Dirke potekajo na zaprtih javnih cestah v formatu od točke do točke, kjer dirkači in sovozniki tekmujejo za točke, štartajo z zamikom eden po eden. Reli običajno poteka v več etapah po različnih terenih, tekmovalci si lahko progo pred tem pri nižji hitrosti ogledajo in pripravijo načrt vožnje. Med dirko sovoznik dirkaču bere načrt, kar omogoči hitrejše dirkanje. Posamezno tekmovanje temelji na najnižjem seštevku časov posameznih etap, vključujoč časovne kazenske pribitke.
Najpomembnejša serija je Svetovno prvenstvo v reliju (WRC), potekajo pa tudi regionalna in državna prvenstva. Najbolj znane dirke so Reli Monte Carlo, Reli Argentina, Reli Finska in Reli VB, znan je tudi Reli Pariz - Dakar. Ostala pomembnejša prvenstva so Britansko prvenstvo v reliju, Mednarodni izziv v reliju, Afriško prvenstvo v reliju in Azijsko-pacifiško prvenstvo v reliju.
Targa Tasmania, ki poteka v Avstraliji in na Tasmaniji od leta 1992, je poimenovani po znameniti dirki Targa Florio, ki je potekala na Siciliji. Koncept tekmovanja je povzet po dirkah Mille Miglia, Coupe des Alpes in Tour de Corse. Sorodna tekmovanja potekajo tudi drugod, Targa Newfoundland v Kanadi, Targa West v zahodni Avstraliji in Targa New Zealand na Novi Zelandiji.

### Pospeševanje
Na dirkah v pospeševanju je cilj premagati nasprotnika na ravni progi iz stoječega štarta. Tradicionalno je proga dolga ¼ milje (400 m), od devetdesetih let je pogosta tudi ⅛ milje (200 m). Dirkalniki varirajo od cestnih avtomobilov do namensko zgrajenih dirkalnikov. Hitrosti in časi se razlikujejo glede na tekmovalni razred. Cestni dirkalniki ¼ milje prevozijo v času 12 - 16 sekund, namenski dirkalnik pa v manj kot 4,5 sekunde s hitrostni prek 530 km/h. Namenski dirkalniki ob štartu pospešujejo s 3,4 G (33 m/s²), ob zaviranju pa s padali dosežejo 4 G (39 m/s²). Najboljše namenske dirkalnike je mogoče slišati 13 km daleč in povzročijo tresljaje med 1,5 in 3,9 po rihterjevi lestvici.
Na dirki se na enkrat pomerita dva dirkalnika na vzporedni stezi, zmagovalec napreduje v naslednji krog tekmovanja. V profesionalnih razredih vedno zmaga prvi, ki prečka ciljno črto, v nižjih razredih pa pravila šibkejšim dirkalnikom lahko dajo časovno prednost.

### Izven cest
Dirkanje izven cest je razdeljeno v različne razrede, kjer posebej prirejeni dirkalniki tekmujejo preko zahtevnih odprtih terenov. V Severni Ameriki dirke pogosto potekajo v puščavi, kot znana dirka Baja 1000. V Evropi oznaka offroad pomeni serije, kot sta avtokros ali relikros, puščavske dirke kot sta Reli Pariz - Dakar in Master Rallye pa so označene kot reli na odprtem terenu.  

### Karting
Moderni karting je iznašel Art Ingels, inženir konstruktorja Kurtis-Kraft, leta 1956 v Kaliforniji. Ingels je motor iz motorne žage namestil v enostavno in lahko cevno šasijo. Ingels in ostali, ki so dirkalnik preizkusili, so bili presenečeni nad njegovo zmogljivostjo. Hitro se je karting razširil po Kaliforniji in kmalu tudi po svetu. Čeprav velja le kot vstopno serijo za mlade dirkače, pa karting nudi tudi poceni možnosti amaterjem, da se preizkusijo v dirkanju, in je avtonomna dirkaška serija. Veliko najboljših dirkačev je svojo profesionalno dirkaško pot začelo v kartingu, tudi Michael Schumacher in Fernando Alonso. Kot ena najcenejših dirkaških serij, je karting postal priljubljen po vsem svetu. 

### Zgodovinski dirkalniki
Moderni motošport bazira na moderni tehnologiji z veliko vpletenih korporacij kot sponzorji in lobisti, zgodovinske dirke pa delujejo drugače. Ker temeljijo na določenem zgodovinskem obdobju, delujejo na ravni hobija, brez sponzorstva in lobiranja korporacij. Na dirkah lahko nastopijo le dirkalniki iz določenega obdobja. Edina dovoljena moderna oprema je povezana z varnostjo in merjenjem časa. Istočasne lahko nastopajo avtomobili v več dirkaških kategorijah. Najbolj znana tekmovanja so Goodwood Festival of Speed in Goodwood Revival v Angliji ter Monterey Historic v ZDA. Prvenstva potekajo od serije Austin Seven do prvenstva FIA za klasične dirkalnike Formule 1. Čeprav nastopa nekaj profesionalnih ekip in dirkačev, pa je večina bogatih lastnikov dirkalnikov, zato so dirke bolj revialnega kot tekmovalnega značaja.